# Jerzy Milewski
Jerzy Milewski (Varsóvia, 17 de setembro de 1946 – Curitiba, 23 de junho de 2017) foi um violinista polonês naturalizado brasileiro. Ficou conhecido pelas suas interpretações de MPB. Também foi importante para a divulgação de compositores poloneses no Brasil. Era acompanhado frequentemente pela sua esposa, a pianista catarinense Aleida Schweitzer.

## Infância e formação
Milewski nasceu em Varsóvia, Polônia, em uma casa que era frequentada por personagens da cena musical da cidade. Considerado um menino prodígio, começou a sua carreira de violinista aos seis anos.
Graduou-se pela Academia de Música de Varsóvia, instituto onde também fez um mestrado. Apresentou-se como solista e como membro da Orquestra de Câmara da Filarmônica Nacional da Polônia, com a qual se apresentou na Europa, Américas e Ásia. Recebeu do governo polonês a medalha Henryk Wieniawski.

## Carreira no Brasil
Em 1968 conheceu na Polônia a pianista brasileira Aleida Schweitzer. Casou-se com ela e passou a morar no Brasil desde 1971. Logo depois de sua chegada, Jerzy optou pela cidadania brasileira.
Neste país gravou vários CDs onde interpretou músicas de artistas conhecidos como Djavan e Milton Nascimento. Também fez apresentações divulgando compositores poloneses para o público brasileiro. Era acompanhado frequentemente pela sua esposa, com a qual formou o Milewski Duo. Fazia concertos didáticos em escolas e universidades, e também com crianças de áreas carentes. Muitas vezes era solicitado como jurado para concursos internacionais.
Entre 1998 e 1999 saiu em turnê pelo Canadá e entre 1999 e 2000 apresentou-se pela Escandinávia.
Morreu em Curitiba, aos 70 anos, vítima de câncer.

## Discografia
- Meu bem querer - Djavan Instrumental
- Djavan - Sem palavras - Coleção Diamantes
- Encontros e despedidas - Milton Nascimento instrumental
- Milton - Sem palavras - Coleção Diamantes
- Lupinstrumental (CD duplo)
- Nostalgic evenings (gravado durante a turnê no Canadá)
- Blue stone (gravado durante a temporada na Noruega)
- Paulinho da Viola - Jerzy Milewski e convidados
- Música brasileira para violino, violoncelo e piano
- Alma cigana - Milewski Swing Quartet
- Saudades de Alabama - Milewiski Swing Quartet